# Biologia della conservazione
La biologia della conservazione (o ecologia della conservazione) è una disciplina che tratta questioni relative alla perdita, al mantenimento o alla restaurazione di biodiversità. Robert Barbault la presenta come una disciplina di gestione della crisi; essa mira ad identificare le popolazioni in declino o residuali e le specie in pericolo, per determinare le cause del loro declino, proporre, testare e validare mezzi per rimediare a tale declino (eventualmente provvisoriamente ex situ). Per G. Evelyn Hutchinson (nel 1965) si tratta a sua volta di «conservare gli attori del dramma evolutivo e lo scenario ecologico nel quale esso si recita».
Questa disciplina è recente e di origine prevalentemente anglosassone. Essa - ai suoi inizi o in certi paesi - è stata influenzata dai metodi di conservazione del patrimonio culturale e architettonico, poi più generalmente dall'ecologia scientifica. Nella seconda metà del XX secolo, la sua multidisciplinarità si è estesa evolvendo verso l'ecologia e appoggiandosi alla biogeografia, all'ecologia del paesaggio, alla genetica delle popolazioni, alla modellizzazione, alla cartografia SIT, ma anche alla sociologia, all'economia, alla filosofia e alle scienze politiche, ecc.
Attualmente, anche nuove tecnologie nei campi della biologia molecolare e della bioinformatica, come le NGS, contribuiscono alla biologia della conservazione. Dal sequenziamento massivo ed economico del materiale genico si possono collezionare molti e importanti dati, sia biologici sia riguardo allo stato di salute delle popolazioni (spesse volte correlato allo stato di salute dell'ambiente stesso in cui esse vivono, dell'impatto antropico che lo caratterizza, etc.) Tutte queste possibilità in ambito di gestione, salvaguardia e monitoraggio delle specie vengono condensate nella nuova disciplina della genomica della conservazione, che analizzando gli interi genomi degli organismi, o gran parte di essi, riesce ad identificare il rischio di estinzione insito nel codice genetico e suggerire adeguate strategie di conservazione volte ad evitare l'estinzione, anche genetica, della popolazione o della specie. Numerosi sono i progetti, sia a livello nazionale sia internazionale, nati per perseguire tale scopo.
La biologia della conservazione ha influenzato molto le strategie internazionali di protezione della natura, tra cui quelle in seno all'ONU e all'UNESCO; l'espressione è molto presente in particolare nella Convenzione sulla diversità biologica (CDB) di Rio de Janeiro, ma non vi è stata ridefinita.

## Caratteristiche essenziali della biologia della conservazione

### Un campo scientifico
La conservazione della natura è all'origine della biologia della conservazione, nuova scienza che applica i principi dell'ecologia, della biogeografia e dell'ecologia del paesaggio, nonché della dinamica e della genetica delle popolazioni. L'antropologia, le scienze economiche e la sociologia sono ugualmente impiegate, in un triplice obiettivo di restaurazione, protezione e/o gestione della biodiversità.
Michael E. Soulé, biologo americano e uno dei fondatori di questa nuova scienza, descrive la biologia della conservazione come la «scienza della scarsità e della diversità» (Science of Scarcity and Diversity, titolo di una sua opera).
Egli descrive ugualmente questa disciplina come una «scienza della crisi»: dove i gestori e i biologi devono apportare soluzioni rapide ed efficaci a problemi di conservazione importanti, come ad esempio preservazione di una popolazione di specie minacciata di estinzione. Il biologo della conservazione deve spesso trovare risposte e metodi di gestione a problemi di conservazione di cui non ha tutti i dati, poiché gli strumenti e i principi teorici sono ancora in corso di elaborazione, e noi non disponiamo di tutte le informazioni sulla biologia delle specie da gestire.

### Due dimensioni complementari
Come ricorda il suo nome, la biologia della conservazione ha due dimensioni: «biologia» e «conservazione», che ne fanno al tempo stesso una scienza ed un campo di applicazione (con scelta dei mezzi, ma obbligazione di risultato).

#### Una dimensione teorica
È quella della biologia, dell'ecologia comportamentale e più generalmente dell'ecologia chiamate a tentare di comprendere le cause, le modalità e le tappe del declino di certe specie o popolazioni, nonché le loro possibilità (probabilità) e condizioni di sopravvivenza, di mantenimento o di restaurazione (di specie o di popolazioni). In particolare la biologia della conservazione valuta, per una popolazione e in un certo contesto, la popolazione minima vitale (MVP o Minimum Viable Population per gli anglosassoni), la quale non dipende soltanto dal numero di individui ma anche dalla loro capacità di incontrarsi e di riprodursi, conservando una diversità genetica sufficiente, il che può non essere più il caso in popolazioni residuali che pure sembrano vitali, ciò perché l'ecologia della conservazione s'interessa alle «depressioni della consanguineità» e alla «deriva genetica».

#### Una dimensione applicativa concreta
È l'aspetto conservazione. Si appoggia a protocolli scientifici d'inventario e di valutazione, compresi elementi di misura della dinamica di una popolazione, e sempre più spesso dati sullo stato genetico delle popolazioni.

Su questa base, l'ecologo fa proposte di gestione restaurativa o conservativa degli habitat, e perfino di reintroduzione di specie o di «rafforzamento della popolazione». 

Questa dimensione comprende certi aspetti di protezione legale (riserva naturale, parchi nazionali, rete ecologica, rospodotti, ecc.).
Essa cerca mezzi per restaurare, proteggere e gestire popolazioni, ma soprattutto le condizioni durevoli della sopravvivenza, nella natura.
Il lavoro di inventario biologico è la prima tappa, che può essere prolungata mediante un monitoraggio di specie, di habitat o di popolazioni testimoni. Essi apportano le basi necessarie per valutare lo stato dinamico di una popolazione, e le minacce o i rischi di estinzione che peserebbero eventualmente su di essa. Il «conservatore» cerca segnatamente di evitare che il numero di individui di una popolazione non cada al di sotto di una soglia critica (di area di distribuzione, di numero di individui o di omogeneità genetica).
Per le specie animali superiori, una 'legge generale è quella della soglia dei 50/500 (ad es. Lodé & Peltier, 2005) :
-  50 individui basteranno ad evitare la depressione consanguinea,
- 500 basteranno a conservare un potenziale evolutivo.
Sotto la sbarra di un totale di 500 individui, la popolazione è considerata come non potente sopravvivere nella natura (salvo beneficiare di misure proattive di protezione ex situ, ad esempio con riproduzione in cattività o in ambiente protetto (Ramade, 1995). Questa legge scaturisce dalla modellizzazione delle dimensioni minime ed effettive delle popolazioni di Franklin (1980) e Lande & Barrowclough (1987). Essa è stata validata da altri autori (quali Frankham, 1995; Franklin & Frankham, 1998; Lodé & Peltier, 2005), ma non ha valore predittivo assoluto, essendo da prendere in considerazione numerosi altri fattori. (Si sa ad esempio che in assenza dei loro predatori naturali, specie introdotte possono proliferare a partire da un piccolissimo numero di individui).
Il «monitoraggio» delle superfici degli habitat e delle aree di distribuzione apporta ugualmente informazioni interessanti perché una diminuzione dell'area di distribuzione tradisce spesso una diminuzione del numero di individui o della cause di estinzioni locali che meritano analisi ed eventuali soluzioni.

### Due approcci operativi
Questi due approcci sembrano talvolta opporsi, talaltra completarsi. Sono: 
1. - il mantenimento di uno stato;
2. - il mantenimento di un processo (che talora si può tradurre in un «non far nulla» o piuttosto in un «lasciar fare la natura»).

Detto altrimenti e in maniera molto semplificata: occorre mantenere uno «stadio successorio» (ad esempio, una radura, che si conserva tagliandone gli alberi che vi crescerebbero), o il «gestore» deve vegliare sul mantenimento della successione naturale degli stadi e degli strati (imboschimento-senescenza-radura, poi di nuovo imboschimento, mentre una nuova radura si forma nelle vicinanze dopo uno stadio senescente e/o un'alea climatica, ecc.)? 

Il secondo aspetto (mantenimento e restaurazione di processi) sembra più giusto ed efficace a lungo termine, ma è poco compatibile con il taglio degli ambienti spesso irrigiditi dalla proprietà privata (che ad esempio fa sì che non si lascino più i fiumi deviare in una piana abitata o coltivata, che le dune siano piantate di Ammophila arenaria per stabilizzarle, che i limitari siano conservati ecc.). La messa in rete - in continuità biologica funzionale - degli spazi gestiti (rammagliatura dei corridoi biologici) è una sfida importante per la scienza e la società e sembra essere una sfida sempre più difficile da raccogliere per la biologia della conservazione.

## Storia della biologia della conservazione
Alcune origini molto antiche sono rintracciabili in un atteggiamento spontaneo nell'uomo che è di pensare che certi habitat debbano essere protetti per il loro valore estetico, culturale o religioso intrinseco, atteggiamento che sembra potersi trovare universalmente nelle credenze filosofiche e religiose fondanti la relazione Uomo-Natura. I filosofi animisti, taoisti, shintoisti, e forse il druidismo e le culture dell'Europa antica, riconoscono un valore sacro a siti fonti di emozione o di esperienze spirituali. Il giainismo, l'induismo, il buddismo accordano un valore sacro agli animali. Molte religioni primitive riconoscono luoghi sacri: foreste, laghi, montagne, o animali totem o sacri, la cui caccia è proibita.
Nell'emisfero settentrionale, un marcato interesse per la protezione della natura è emerso nel XIX secolo, sembra in maniera più precoce nelle regioni tedesche (Alexander von Humboldt) e negli Stati Uniti. Sembra che vi si possano trovare almeno due grandi fonti di ispirazione: l'etica e la scienza. 

La prima sembra trarre ispirazione oltre che dalle radici antiche sopra citate, da approcci non economicisti e poetici, tra i quali alla fine del XIX secolo, quelli dei saggisti e poeti statunitensi Ralph Waldo Emerson e Henry David Thoreau. Costoro difendono l'idea che la Natura abbia una ragion d'essere intrinseca, al di là dei vantaggi economici. La Natura è un tempio dove l'Uomo può entrare in comunione e in comunicazione con Dio. Questa concezione s'iscrive nella corrente letteraria e filosofica del trascendentalismo. In Europa, l'esperienza emotiva ed estetica del romanticismo affascinato dalla natura e dal carattere grandioso dei paesaggi selvaggi.. È questa corrente che in Francia è all'origine della prima riserva naturale creata nella parte più antica della foresta di Fontainebleau su richiesta della Scuola di Barbizon (movimento di pittori) che rifiutava di veder scomparire questo patrimonio, per ragioni estetiche e paesaggistiche.
Un altro americano, John Muir (1838-1914) difende l'etica preservazionista, secondo la quale la bellezza della Natura stimola i sentimenti religiosi e favorisce le esperienze spirituali. Ma egli vede anche, nelle comunità biologiche, insiemi di specie che co-evolvono tra loro e co-dipendono le une dalle altre (queste comunità anticipano i superorganismi e l'ipotesi Gaia sviluppata da James Lovelock alla fine degli anni 1980). Con Thoreau, John Muir denuncia le conseguenze dell'allevamento e dell'agricoltura sugli ecosistemi in California. Convinse il Congresso statunitense a creare il Parco nazionale di Yosemite. Nel 1892, Muir e i suoi discepoli creano il Sierra Club destinato in un primo tempo a proteggere lo Yosemite. Esso incoraggiò la creazione di altre riserve naturali negli Stati Uniti, sebbene sia oggi riconosciuto come il «Padre del sistema dei parchi nazionali».
Un altro americano, Gifford Pinchot (1865-1846), al principio del XX secolo sviluppa un'etica della conservazione delle risorse che poggia su una filosofia più utilitaristica. Per lui, la Natura è un assortimento di cose definite dalla loro utilità o dal loro carattere nocivo. Egli difende la ripartizione delle risorse fra tutti gli utilizzatori, attuali e futuri (un primo approccio allo sviluppo sostenibile) evitando lo spreco. Ciononostante, non prende in considerazione i costi del degrado ambientale e dell'erosione delle risorse.
Dal canto suo, la scienza naturalista attraverso i progressi del darwinismo e gli inventari naturalisti (ivi compresi quelli retrospettivi con lo studio dei fossili e del paleoambiente) evolve verso un approccio ecosistemico che mostra la natura come meno immanente e assai più fragile di quanto si fosse prima immaginato.
Con Leopold (Almanach d'un comté des sables, 1949) nasce l'ecologia evolutiva, una prospettiva marcata da un «equilibrio dinamico» piuttosto che da un equilibrio statico. Questo in un contesto di esplosione demografica e di una rivoluzione industriale che inaugura un periodo di consumo accelerato di risorse naturali non, poco o molto lentamente rinnovabili. Le colonizzazioni, le guerre, tra le quali due guerre mondiali, poi l'inquinamento industriale e una rivoluzione agricola mondiale vanno ad accelerare il consumo di spazio e la sparizione di specie.
Di fronte a una natura che si esaurisce e s'impoverisce, si vogliono proteggere specie e ambienti che talvolta non si è neanche avuto il tempo di inventariare o di studiare. Occorre per questo appoggiarsi alla scienza. Theodore Roosevelt, fin dal 1901, vuole basare le sue decisioni concernenti la salvaguardia di una specie o dei paesaggi su pareri scientifici. Negli anni 1900, quando le scorte di pesce fluttuano in maniera non compresa dai pescatori e dai governi, scienziati si riuniscono per tentare di trovare mezzi per misurare e proporre consigli di gestione e fondano il Consiglio internazionale per l'esplorazione del mare che consiglia ancora oggi l'UE e i suoi Stati membri.
Negli anni 1960, l'UNESCO lancia il programma chiamato Man and Biosphere (MAB) al fine di conciliare conservazione della natura e sviluppo economico. 

Gli scienziati allertano su un declino molto accelerato della biodiversità negli anni 1970.

Nel 1972, il Club di Roma pubblica un rapporto allarmante proveniente da una squadra del Massachusetts Institute of Technology diretta da Dennis H. Meadows e intitolato The Limits to Growth (titolo in italiano: Rapporto sui limiti dello sviluppo o «Rapporto Meadows»). Questo rapporto evoca la crescita zero come rimedio all'esaurimento delle risorse naturali.

Dopo di ciò, nel 1978 si è tenuta la prima conferenza internazionale sulla biologia della conservazione a San Diego, che ha messo innanzi una necessaria interdisciplinarità.

Due anni più tardi, nel 1980 una «Strategia mondiale della conservazione», sottotitolata «La conservazione delle risorse viventi al servizio dello sviluppo sostenibile» è preparata dall'UICN, con l'appoggio del PNUE, del WWF e in collaborazione con la FAO, l'ONU e l'UNESCO.

È infine il Summit della Terra del giugno 1992 a Rio de Janeiro che consacra l'importanza della conservazione della natura insistendo sulla dimensione restaurativa, con la Convenzione sulla diversità biologica, oggi ratificata da 188 paesi. Nel summit gli scienziati sono finalmente ascoltati dalla politica. Nascono politiche di protezione, di gestione e di restaurazione della natura, che devono sempre più appoggiarsi in maniera dinamica alla conoscenza scientifica per comprendere la biologia delle specie a rischio e i mezzi per ritrovare le condizioni della loro restaurazione o conservazione.

## Diffusione della biologia della conservazione

### Nel mondo
Come ricordato dalla valutazione degli ecosistemi del millennio, la biodiversità è in forte regressione su tutti i continenti. La biologia della conservazione mira a rispondere a questo problema associando ecologi e gestori sul campo. È una disciplina in forte sviluppo da 30 anni negli Stati Uniti e nei paesi anglosassoni, segnatamente grazie alla Society for Conservation Biology o SCB, struttura internazionale attiva da parecchi decenni negli Stati Uniti, e che contava nel 2007 più di 10.000 membri nel mondo.
Gli attori incaricati di restaurare e proteggere la biodiversità su scala gloable o locale devono almeno rispondere a quattro problemi principali:
1. mutamenti climatici,
2. scomparsa degli ambienti selvaggi di grande superficie in Europa (perdita di integrità ecologica o distruzione degli habitat),
3. frammentazione ecologica crescente degli habitat e di paesaggi,
4. resilienza ecologica degradata.

### In Europa
Gli indicatori mostrano qualche miglioramento ambientale (es.: distrofizzazione, acidificazione, piombo nell'aria.), ma malgrado lo sforzo dell'Unione europea che è riusscita a classificare il 18% del territorio europeo in Natura 2000, numerosi problemi gravi persistono sul campo, quando la situazione non peggiora. La biologia della conservazione a diffondersi in Europa dove, nel 2006, è stata creata una sezione europea della SCB (Society for Conservation Biology).
L'Unione europea sviluppa:
- una rete ecologica paneuropea,
- misure agro-ambientali,
- programmi che appoggiano l'applicazioni di direttive quadro (sull'acqua, sui suoli, sugli ambienti 
marini), una Direttiva «Uccelli», e una Direttiva «Habitat» (talvolta indebolita dalla Direttiva quadro sull'acqua).

## Sviluppo della biologia della conservazione

### Obiettivi e scale di applicazione
La biologia della conservazione può essere applicata su molteplici scale spazio-temporali, in funzione dell'obiettivo perseguito dal programma di conservazione:
- proteggere una specie rara (es.: orchidea), il che implica la protezione o la restaurazione delle sue condizioni di vita o sopravvivenza,
- proteggere una popolazione di individui minacciati,
- proteggere un complesso di habitat naturali.

Questa protezione può essere applicata:
- alla conservazione della diversità genetica, grazie a
  - una protezione in situ nell'ambiente naturale (es.: in una riserva naturale),
  - una protezione ex situ (es.: in giardino conservativo, in allevamento conservativo), con eventualmente coltura in vitro o conservazione in una banca del seme o dei geni. Certi zoo contribuiscono a programmi di protezione ex situ di specie animali prima di un'eventuale reintroduzione nell'ambiente naturale di origine quando questo può di nuovo accoglierle;
- sulla scale del territorio di una riserva naturale, di un parco regionale, dei parchi nazionali o transnazionali.

Può infine trattarsi del patrimonio agricolo, con la conservazione genetica e la coltura di varietà tradizionali (o l'allevamento di razze tradizionali).
Un sistema di controllo successivo e di valutazione (basato per esempio su bioindicatori) permette ai gestori o conservatori di spazi naturali di misurare i progressi fatti in funzione degli obiettivi definiti, generalmente scritti in un Piano di azione o Piano di gestione dell'ambiente, regolarmente aggiornato (ad esempio ogni 5 anni nelle riserve naturali francesi).

### Appello alle scienze sociali
La conservazione della natura sviluppa o valida modelli, protocolli e concetti teorici, che occorre in seguito testare e applicare sul campo su scale biogeografiche pertinenti (tra le quali quelle continentali e al di là, ad esempio con la scala paneuropea, eurasiatica e panamericana per i principali migratori, e marina o mondiale per certuni). Ciò implica un lavoro coordinato e interazioni tra numerosi livelli ed entità di governo, talvolta in divenire (es.: Unione europea). Talvolta occorre testare e validare nuovi concetti o nuovi metodi (gestione restaurativa, lotta contro specie invasive, corridoi biologici, ecc.) e gestire e se possibile risolvere conflitti. Per questo la «biologia della conservazione» si appoggia anche alle scienze umane al fine di aiutare gli attori chiave della conservazione (ciò sembra ancora più difficile per la restaurazione e la conservazione della biodiversità che per il riscaldamento globale che è in parte legato ad essa).
Per collegare la scienza e l'azione su scala sopranazionale, la comunità di scienziati si organizza, ma questa disciplina resta molto orientata verso le scienze biologiche, mentre i problemi più acuti posti dalle azioni di conservazione dipendono dalla politica, dall'economia, dalla psicologia, dalla sociologia e, in senso più largo, dal governo e dalle relazioni scienze - società - economia - politiche pubbliche, segnatamente con il caso dell'agricoltura, dell'urbanesimo, il tutto in una duplice prospettiva locale/globale.
Di fronte alle attività umane, si pongono difficoltà croniche per certi gruppi di specie, in particolare per i grandi carnivori (orsi, lupi.), i grandi erbivori (bisonti, cervidi.), i coprofagi, gli invertebrati xilofagi, i cetacei, ecc.

### Prospettiva e ricerche
I ricercatori esplorano i seguenti campi, spesso emergenti:
Come restaurare e/o preservare processi ecologici naturali, complessi, su grandi scale di tempo e di spazio? in un contesto di antropizzazione continua e crescente e di mutamento climatico. 
- cfr. soglie funzionali, soglie critiche, potenziale adattativo, resilienza ecologica, funzionamento degli ecosistemi...
Questioni concettuali generali:
- in termini di obiettivo: quale «livello» di biodiversità e di naturalezza perseguire al momento di una gestione restaurativa?
- ecologia del paesaggio e biogeografia, reti ecologiche, cartografia dei corridoi biologici e degli habitat,
- ecologia delle perturbazioni e dinamica delle popolazioni,
- gestione e restaurazione di popolazioni, di habitat e di ecosistemi,
- gestione dei conflitti Uomo-Natura,
- genetica della conservazione.
Questioni metodologiche:
- definizione e valore delle aree protette (aree minime, popolazioni minime),
- interesse delle reintroduzioni,
- quali scale pertinenti per quali azioni di conservazione?
- metodi di osservazione degli organismi viventi (osservatori, inventari, indicatori bioindicatori, monitoraggio, radiorilevamento, SIT, ecc.),
- ecologia retrospettiva (segnatamente per valutare il potenziale di un sito),
- modellizzazione (predittiva o di scenari),
- conservazione basata sull'evidenza o l'empirismo (quale considerazione dell'urgenza?).
Presa in considerazione di nuovi impatti antropici:
- frammentazione ecologica,
- mutamento climatico,
- perturbatori endocrini, inquinamento luminoso, inquinamento acustico (ivi compreso quello sottomarino con sonar, scandagli...) e altri «nuovi» inquinanti,
- specie e habitat massicciamente e rapidamente minacciati,
- specie invasive,
- OGM organismi geneticamente modificati (impatti diretti o indiretti sulla biodiversità),
- consanguineità, deriva genetica,
- sovrappopolazione animale in certe riserve (es.: elefanti in Sudafrica; occorre trasferirli, creare dei corridoi biologici (finora un insuccesso), ucciderne una quota annuale, o utilizzare mezzi contraccettivi, come si fa a volte con i piccioni urbani?).
Appoggio alla gestione della biodiversità:
- valutazione strategica dei rischi, gerarchizzazione delle poste in termini di conservazione,
- protocolli di conservazione (dall'inventario al piano di gestione, passando per la valutazione correttiva),
- contributo dei conservatori, dei giardini botanici, degli zoo, dei parchi, dei parchi regionali, del pubblico, ecc.,
- gestione (transfrontaliera?) della fauna migratrice o delle zone umide e di altri ambienti transfrontalieri,
- restaurazione delle condizioni della biodiversità e/o della resilienza ecologica
- contributo all'educazione, alla formazione, all'informazione, alla sensibilizzazione, alla mediatizzazione.
Anche in Italia gli studi sulla biologia della conservazione si sono notevolmente sviluppati negli ultimi anni, sulla scia di analoghe esperienze statunitensi ed europee, e formano oggi parte integrante dei programmi dei vari corsi universitari in scienze biologiche e ambientali.
Ogni anno, in un paese diverso, si tiene il Congresso internazionale per la biologia della conservazione (International Congress for Conservation Biology, ICCB), promosso dalla Society for Conservation Biology. L'edizione 2010 (la 24ª, per l'esattezza) si è svolta a Edmonton (Canada), dal 3 al 7 luglio, mentre l'edizione 2011 si è tenuta a Christchurch (Nuova Zelanda), dal 28 novembre al 2 dicembre. A cadenza triennale è invece il Congresso europeo per la biologia della conservazione (European Congress for Conservation Biology, ECCB), promosso dalla sezione europea della Society for Conservation Biology: la 2ª edizione si è svolta a Praga (Repubblica Ceca) dal 1º al 5 settembre 2009, mentre la 3ª edizione è prevista a Glasgow (Scozia), dal 28 agosto al 1º settembre 2012.